# Notogomphus ruppeli
Notogomphus ruppeli is een libellensoort uit de familie van de rombouten (Gomphidae), onderorde echte libellen (Anisoptera).
De soort staat op de Rode Lijst van de IUCN als bedreigd, beoordelingsjaar 2006.
De wetenschappelijke naam van de soort is voor het eerst geldig gepubliceerd in 1857 door Selys.